# Spiezer Schilling

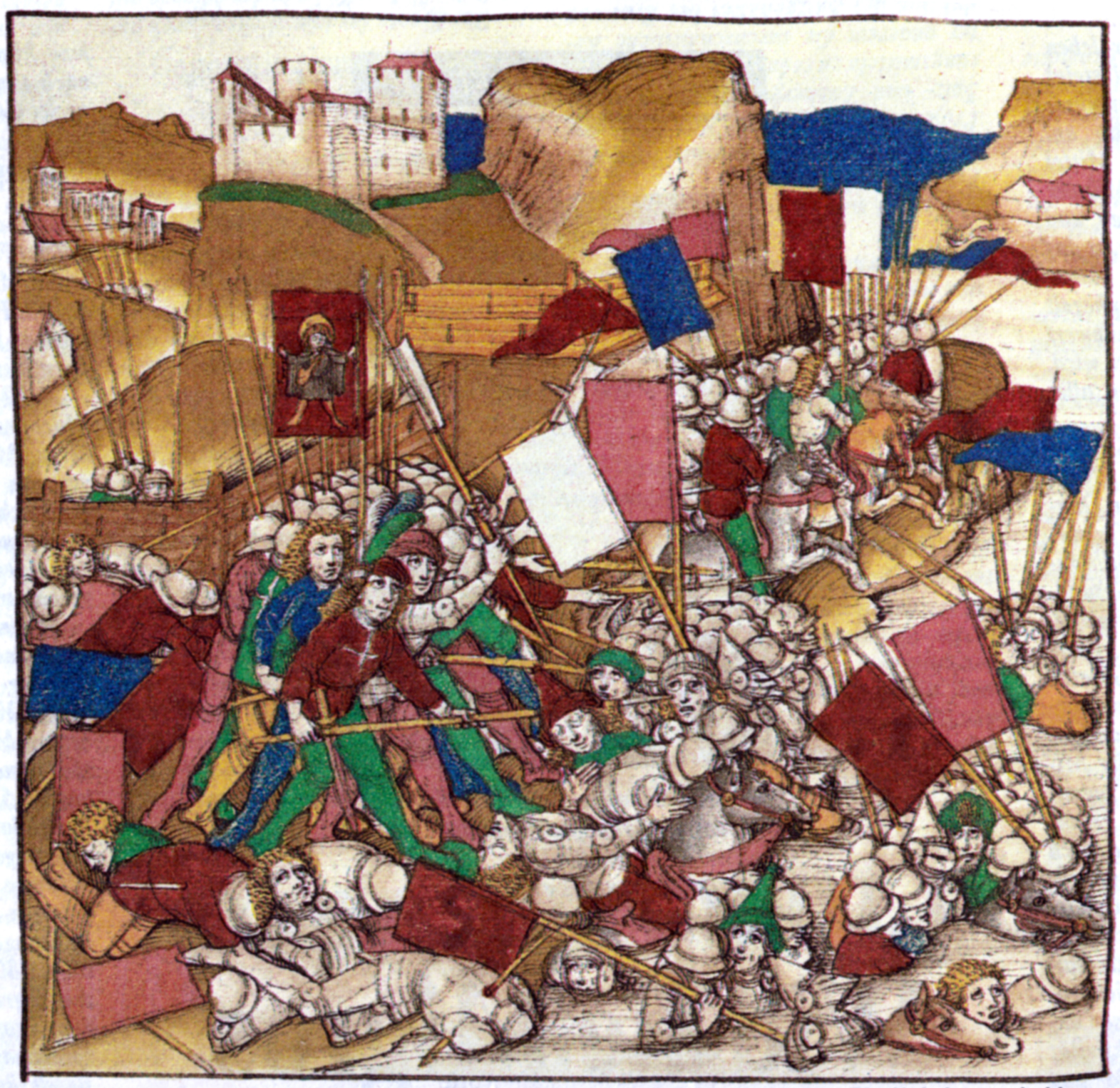
Vyobrazení bitvy u Näfels, která se odehrála roku 1388

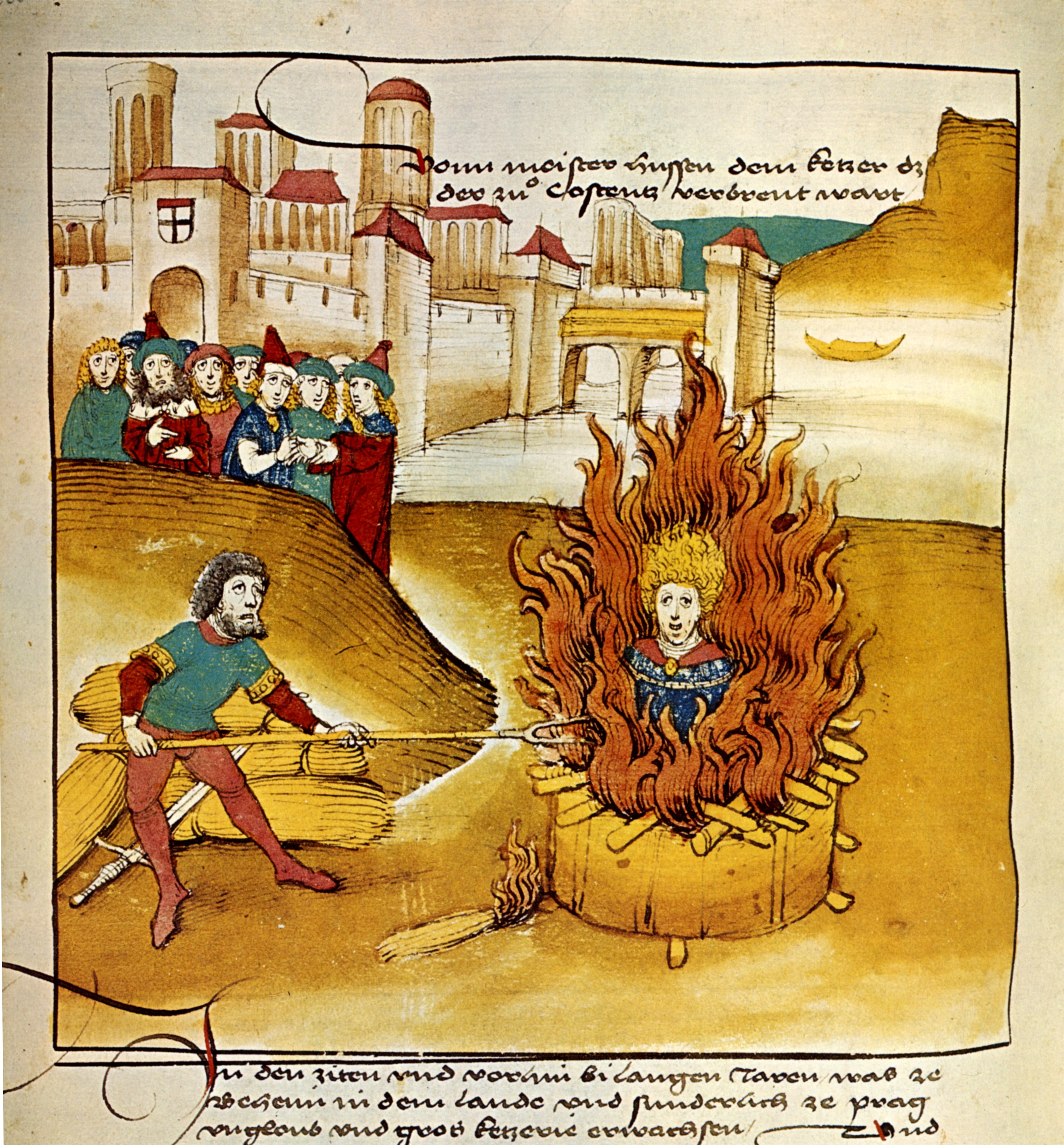
Upálení mistra Jana Husa na hranici

Spiezer Schilling či Spiezer Chronik je švýcarská středověká kronika z let 1484–1485, jejímž autorem se stal historik Diebold Schilling starší.

## Charakteristika
Kronika je považována za umělecký vrchol práce Diebolda Schillinga staršího a završuje tradici bernského kronikářství 15. století. Zadavatelem zakázky byl prezident vlády kantonu Rudolf von Erlach.
Schilling čerpal text z různých předloh bernských kronikářů Konrada Justingera a Bendichta Tschachtlana. Na 808 stranách obsahuje 344 vyobrazení. Popis událostí začíná rokem 1152 a s přerušeními končí v roce 1465. U oslabeného Schillinga, jenž zemřel v roce 1486, se v poslední fázi práce projevovaly příznaky nemoci.
Kronika byla do roku 1875 součástí zámecké knihovny ve Spiezu, odkud došlo k jejímu přestěhování do Městské knihovny v Bernu. Po výrobě faksimile proběhlo nové vydání v limitované sérii 980 kusů, tzv. „facsimile edition“.